# Brucken (Lenningen)
Brucken ist ein Ortsteil der Gemeinde Lenningen im Landkreis Esslingen in Baden-Württemberg.

## Geographie

### Geographische Lage, Schutzgebiete
Der Ort liegt am Anfang des Lenninger Tals zwischen Owen und Unterlenningen.

## Geschichte
1123 wurde Brucken erstmals als Bruggon erwähnt. Die Herren von Bruggon werden in einem Eintrag in den Zwiefalter Chroniken genannt. Der Ort gehörte zur Herrschaft der Herzöge von Teck und kam zusammen mit Oberlenningen 1387 in den Besitz der Grafen von Württemberg. Die Grundrechte im Ort gehörten den Herren von Bruggon, die Dienstmannen der Herzöge von Teck waren. 1296 tauchten die Herren von Bruggon letztmals urkundlich auf. Im 14. und 15. Jahrhundert waren die Herren von Sperberseck, die Schweler von Owen, die Schilling von Cannstatt, die Völkwin von Hedingen aus Bissingen, die Zillenhart und die Familie Speth in Brucken begütert.
Die Gemeinde gehörte zum Gericht des Oberlenninger Stabs, erst 1825 wurde ein eigener Gemeinderat gewählt. Ab 1808 gehörte Brucken zum Oberamt Kirchheim, das 1934 in Landkreis Kirchheim umbenannt und 1938 zum größten Teil in den Landkreis Nürtingen eingegliedert wurde. 1939 wurde Brucken nach Unterlenningen eingemeindet.

## Sehenswürdigkeiten
- Rathaus von 1794
- Stefanskirche von 1930

## Verkehr

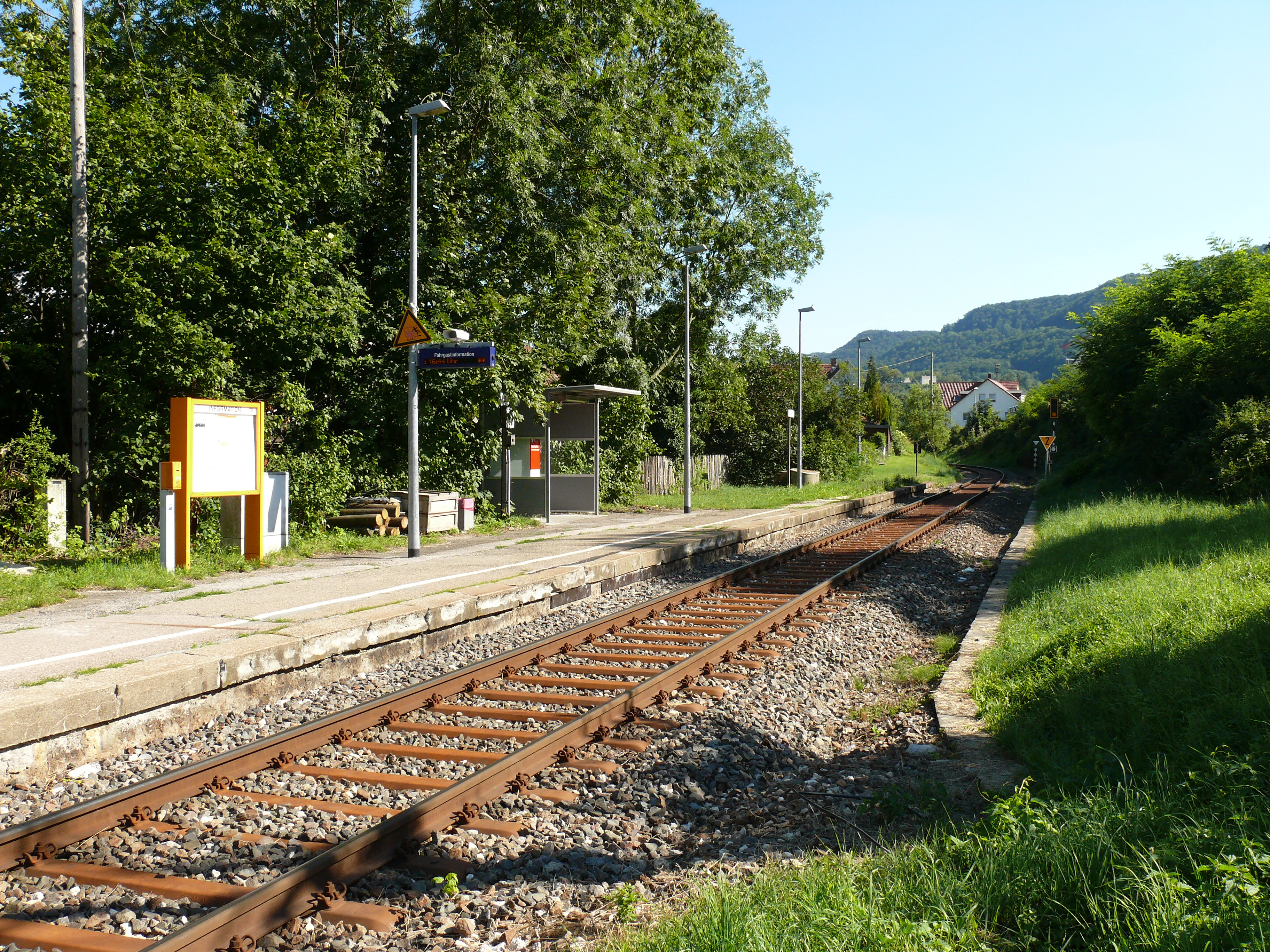
Teckbahn, Haltepunkt Brucken

Brucken ist wie das gesamte Lenninger Tal über die Bundesstraße 465 (Kirchheim unter Teck–Leutkirch im Allgäu) straßenmäßig angebunden. Aufgrund von Funden kann davon ausgegangen werden, dass es sich dabei um eine alte Römische Straße zwischen den Militärlagern in Köngen und Donnstetten handelt. Seit 1899 verfügt der Ort auch über einen Bahnanschluss an die eingleisige Teckbahn von Wendlingen am Neckar über Kirchheim unter Teck nach Oberlenningen.